# Маркус (Ајова)
Маркус (енгл. Marcus) град је у америчкој савезној држави Ајова. По попису становништва из 2010. у њему је живело 1.117 становника.

## Демографија
Према попису становништва из 2010. у граду је живело 1.117 становника, што је -22 (-1.9%) становника више него 2000. године.
| Група             | 2000.         | 2010.         |
| Белци             | 1.120 (98,3%) | 1.087 (97,3%) |
| Афроамериканци    | 0 (0,0%)      | 0 (0,0%)      |
| Азијати           | 7 (0,6%)      | 1 (0,1%)      |
| Хиспаноамериканци | 5 (0,4%)      | 8 (0,7%)      |
| Укупно            | 1.139         | 1.117         |